# Uniformovaný sbor Národního úřadu pro oceán a atmosféru
Uniformovaný sbor Národního úřadu pro oceán a atmosféru (anglicky National Oceanic and Atmospheric Administration Commissioned Officer Corps) je neozbrojený uniformovaný sbor Spojených států amerických, který je součástí Národního úřadu pro oceán a atmosféru. Skládá se z vědecky a technicky vyškolených důstojníků, jejichž úkolem je monitorovat oceánské a atmosférické podmínky, a podporovat hlavní vodní cesty.

## Funkce
Tento sbor je nejmenší z osmi uniformovaných složek Spojených států. Tvoří jej zhruba 300 důstojníků specializovaných v inženýrství, geografii, oceánografii, meteorologii, rybářství a dalších příbuzných oborech. Ti slouží na lodích a letadlech Sboru, řídí výzkumné projekty a provádějí potápěčské operace. Mezi jejich úkoly patří například:
- sledování divokých zvířat v pobřežních i volných vodách,
- měření tloušťky sněhových polí v oblastech pramenů říčních systémů,
- mapování pobřežní čáry,
- provádění vzorkování složení atmosféry,
- dokumentace škod napáchaných bouřemi.

V případě válečného konfliktu nebo jiného významného ohrožení národní bezpečnosti může být Sbor rozhodnutím prezidenta převeden pod ozbrojené síly.

## Hodnosti a uniformy
Sbor používá stejný systém hodností, jako Námořnictvo a Pobřežní stráž s tím rozdíle, že jsou použity pouze důstojnické hodnosti, ale nikoliv mužstvo, poddůstojníci ani praporčíci.
|                  |            |                           |            |                               |                             |         |                           |                           |              |
| Platová třída    | O-1        | O-2                       | O-3        | O-4                           | O-5                         | O-6     | O-7                       | O-8                       | O-9          |
| Insignie         |            |                           |            |                               |                             |         |                           |                           |              |
| Název            | Ensign     | Lieutenant (Junior Grade) | Lieutenant | Lieutenant Commander          | Commander                   | Captain | Rear admiral (lower half) | Rear admiral (upper half) | Vice Admiral |
| Český ekvivalent | Podporučík | Poručík (Mladší poručík)  | Poručík    | Nadporučík (Korvetní kapitán) | Komandér (Fregatní kapitán) | Kapitán | Kontradmirál              | Kontradmirál              | Viceadmirál  |

Při slavnostních příležitostech nosí důstojníci Sboru stejné slavnostní uniformy jako důstojníci Námořnictva. Pro každodenní službu nosí důstojníci Sboru stejné operační uniformy jako důstojníci Pobřežní stráže.

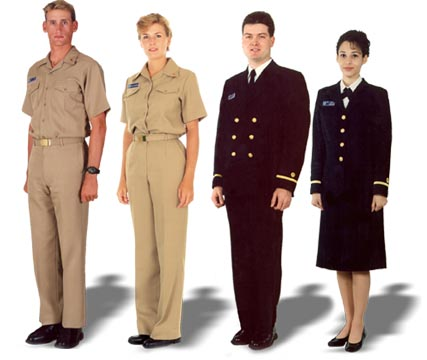
Uniformy Sboru - slavnostní (vpravo) a operační (vlevo)